# Carex austro-occidentalis
Carex austro-occidentalis är en halvgräsart som beskrevs av Fa Tsuan Wang, Tang och Yan Cheng Tang. Carex austro-occidentalis ingår i släktet starrar, och familjen halvgräs. Inga underarter finns listade i Catalogue of Life.